# Chaetophora impressipennis
Chaetophora impressipennis là một loài bọ cánh cứng trong họ Byrrhidae. Loài này được Pic miêu tả khoa học năm 1928.